# Bataille de Reynogüelén

La bataille de Reynogüelén est une bataille qui a opposé des conquistadors espagnols aux guerriers mapuches au confluent des deux rivières Ñuble et Itata dans la région centrale du Chili. Elle marque historiquement le début de la guerre d'Arauco.
Diego de Almagro atteint la vallée du Mapocho en 1536. Il envoie un de ses lieutenant, Gómez de Alvarado (en) en mission d'exploration vers le sud du Chili avec pour objectif d'atteindre le détroit de Magellan. Il dispose de 200 espagnols (cent cavaliers et cent fantassins), appuyés par un groupe d'auxiliaires indigènes. La troupe progresse sans rencontrer de fortes résistances, mais après avoir traversé la rivière Itata, elle est interceptée par un fort contingent de mapuches (24000 selon la chronique) armés d'arcs et de piques.
Les Mapuches lancent de nombreux assauts qui sont repoussés chaque fois par les espagnols. Frustrés par ces revers et certainement effrayés par les chevaux, les armes à feu et les cuirasses des conquistadors (toutes choses inconnues alors des Mapuches), ces derniers décident de se retirer, laissant de nombreux morts et plusieurs centaines de prisonniers. Les espagnols perdent seulement deux hommes et quelques blessés.
Découragé par la férocité des Mapuches, et par l'absence apparente d'or et d'argent dans ces contrées, Gómez de Alvarado décide de retourner à Santiago pour informer Almagro des évènements. Cette bataille a eu une forte influence sur la décision d'Almagro de suspendre l'expédition et motivé, en partie, son retour l'année suivante au Pérou. 